# Yponomeuta rorellus
Yponomeuta rorellus là một loài côn trùng trong họ Yponomeutidae. Loài này được Hübner miêu tả khoa học đầu tiên năm 1796.
Đây là loài gây hại phát triển phổ biến ở Romania.